# Сперхиос (тральщик)
«Сперхиос» (греч. Σπερχειός) – греческий тральщик времён Второй мировой войны.

## История
Построен в Норвегии в 1912 году как китобойное судно. Передан греческому флоту Британией 10 сентября 1943 года. До передачи греческому флоту носил имя «Нобл Нора». Получил имя одноимённой реки. Входил в один тип с тральщиками «Ахелоос», «Алфиос», «Эвротас» и «Пиньос», также получивших имена одноимённых рек и ставших вторым поколением «рек» греческого флота.
В самом конце войны 2 мая 1945 года, имея на борту отпускников армии и флота, «Сперхиос» совершал рейс Пирей — Сирос — Хиос — Лесбос — Самос. Попав в сильный шторм, перегруженный корабль затонул в 5 милях севернее мыса Зурва, остров Идра. При этом погибли более 50 человек, включая 5 членов экипажа.